# 九五式三型練習機
九五式三型練習機
九五式三型練習機
- 分類：練習機
- 設計者：遠藤良吉
- 製造者：石川島飛行機、東京飛行機製作所[1]
- 運用者：大日本帝国陸軍
タイ
- 初飛行：1935年（昭和10年）7月[2]
- 生産数：約660機[1]
- 生産開始：昭和10年8月(試作機)
- 運用開始：昭和10年12月
- 退役：昭和18年
- 運用状況：退役済

九五式三型練習機（きゅうごしきさんがたれんしゅうき）キ17は、第二次世界大戦前に大日本帝国陸軍で採用された練習機である。設計・製造は石川島飛行機（後の立川飛行機、現・立飛企業）。

## 概要
1934年（昭和9年）9月に石川島飛行機が完成させたキ9の初歩練習機型（試作1号機）は、エンジンの出力不足と重心位置の不正による飛行性能不良により不採用となったため、陸軍は1935年（昭和10年）4月末に新たな初歩練習機キ17の開発を石川島に対して命じた。陸軍の要求は、エンジンは150hp級、総重量1,000kg以内、最大速度は170km/h、翼面荷重35kg/m2で、8月中に試作機を2機納入するものだった。3ヶ月で設計から試作までを行うという厳しい条件だったが、石川島ではキ9の基本設計を踏襲し、これを軽量化することで対応して、試作機2機を7月に陸軍に納入した。陸軍航空技術研究所での審査の結果、補助翼が利きすぎる以外の性能は良好で、陸軍の審査を通過した12月に九五式三型練習機として制式採用された。

## 設計
本機はキ9同様、木製骨組みに合板・羽布張りの主翼と鋼管骨組みに羽布張りの胴体を持つ複座の複葉機だった。試作機は上下翼良法に補助翼があったが、試験飛行で利きが良すぎるという指摘があったため、上翼の補助翼を廃し下翼の補助翼の増積させた。また、試作機にあったエンジンカウリングも前方視界の妨げになるため省略された。主車輪はブレーキのついていない低圧タイヤで、尾部は当初そりだったが、後に尾輪に変更された。
本機の最大の特徴は、914kgという1tに満たない総重量と6Gというキ9の半分の機体強度による35kg/m2という異例の低翼面荷重である。離着陸性能や低速での安定性が非常に優れており、上昇は手放しでも可能なほどであった。

## 運用

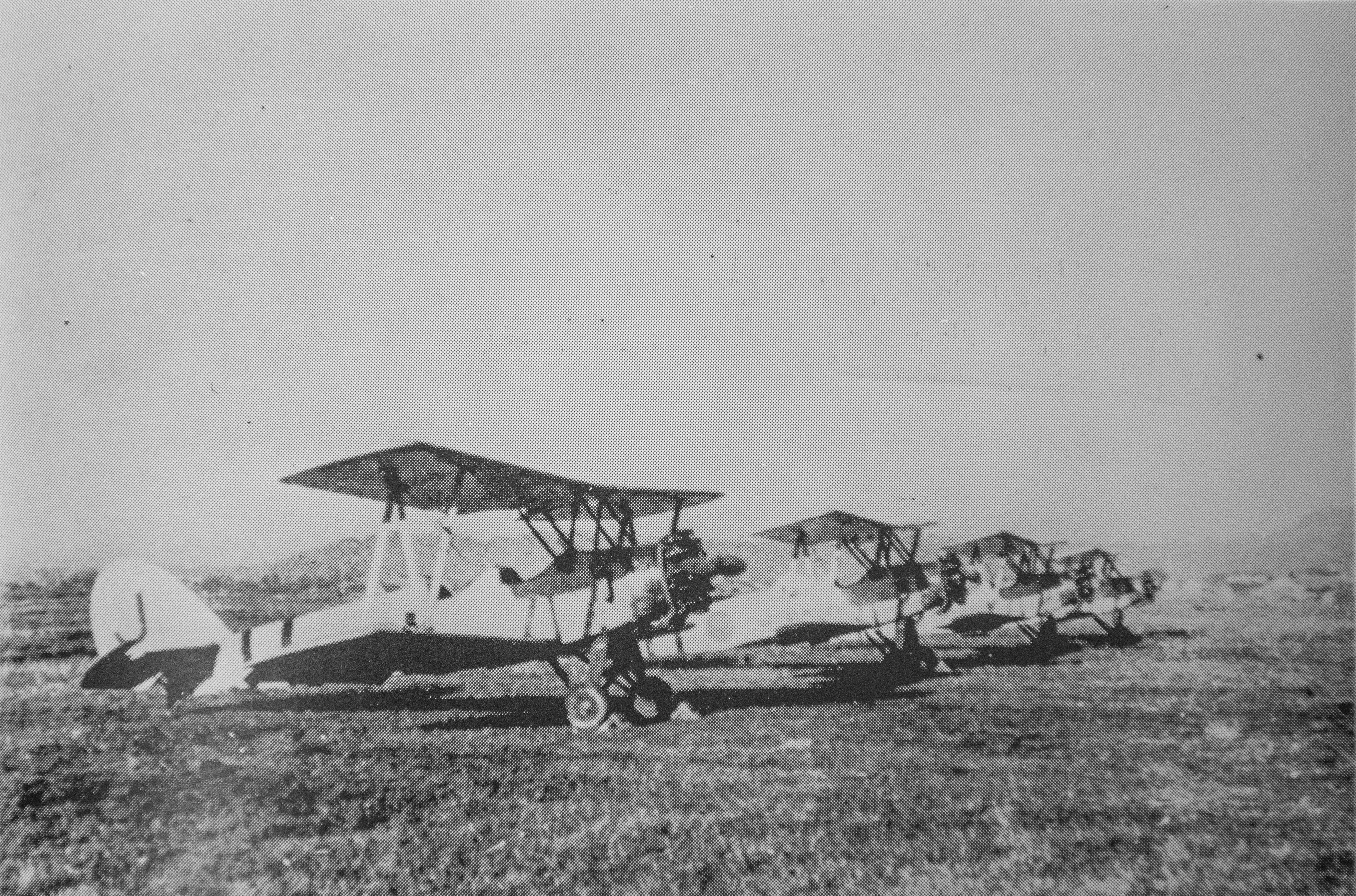
福岡飛行訓練所で運用される九五式三型練習機

生産開始後、直ちに各地の陸軍飛行学校に配備されたほか、多数の機体が逓信省を始めとした民間の乗員養成所で訓練に使用された。また、グライダー曳航機としても多用され、グライダーの飛行が頻繁に行われていた霧ヶ峰にも、常に本機の姿があった。
操縦も容易で理想的な初歩練習機だったが、実用機の性能向上もあって本機による初歩練習過程は次第に短縮され、太平洋戦争中期以降は陸軍飛行学校では本機による訓練は行わずキ9や四式基本練習機を初歩練習機として運用した。そのため、石川島飛行機（立川飛行機）と東京飛行機製作所で生産された本機は、2,618機が製造されたキ9に対し、約660機の製造に留まった。また、タイに約20機が輸出されている。

## 性能諸元
- 全長： 7.85 m[1]
- 全幅： 9.82 m[1]
- 全高： 2.95 m
- 主翼面積： 26.2 m2[1]
- 自重： 639 kg[1]
- 全備重量： 914 kg[1]

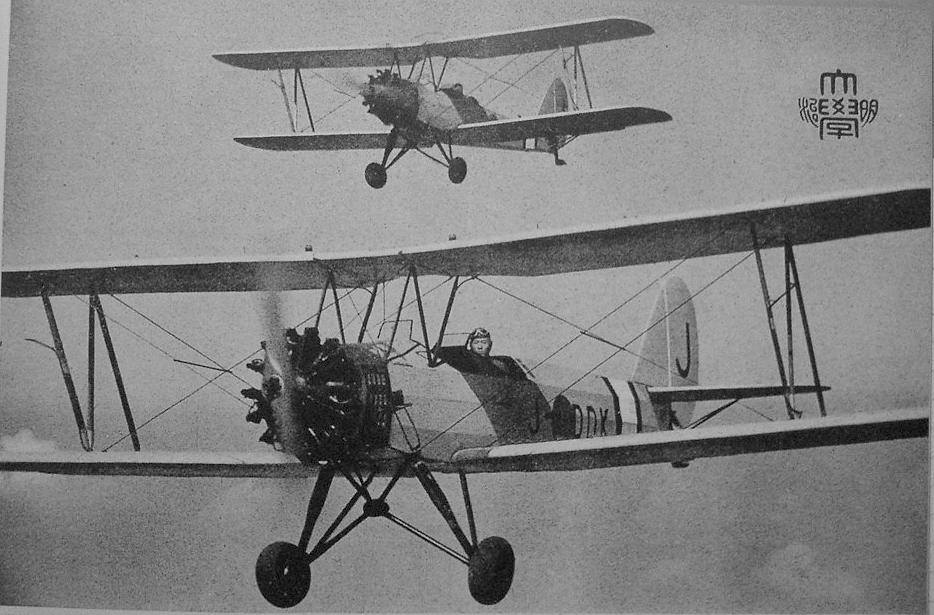
単独飛行を行う日本学生航空隊の九五式三型練習機

- エンジン： 日立 ハ12 空冷7気筒エンジン 160 HP[1]
- 最大速度： 174 km/h[1]
- 航続時間： 3.55 h[1]
- 実用上昇限度： 4,200 m[1]
- 乗員： 2名[1]